# 66-os villamos (Budapest)
A budapesti 66-os jelzésű villamos a Nagyszombat utca és a Lágymányosi lakótelep között közlekedett. A viszonylatot a Budapesti Közlekedési Vállalat üzemeltette.

## Története
1937. szeptember 12-én, a Horthy Miklós (ma: Petőfi) híd megnyitása napján indult a Horthy Miklós (ma: Móricz Zsigmond) körtér és a Nyugati pályaudvar között. 1944. szeptember 6-án megszűnt, helyette 66A jelzéssel új járat indult a Nyugati pályaudvar – Nagykörút – Népszínház utca – Orczy tér útvonalon. A 66A november 18-áig, a 66-os újraindulásáig közlekedett.
1945. május 19-én indult újra (a Horthy híd felrobbantása miatt csak a) Boráros tér és a Nyugati pályaudvar között. 1950. március 27-én a Margit híd budai hídfőjéig hosszabbították. Június 7-én a Knur Pálné (ma Pacsirtamező) utcai vonalszakasz forgalomba helyezésével és a Lajos utcai pálya megszüntetésével átalakult Óbuda villamoshálózata, ekkor útvonalát a Török utcáig hosszabbították. Szeptember 7-étől már a Bokor utcai hurokban fordult, kiváltva ezzel az 53-as villamos budai szakaszát. Ugyanekkor megjelent a 66A betétjárat a Török utca és a Boráros tér között, ami 1951. április 30-ától a Közvágóhídig hosszabbítva a 4-es jelzést vette fel. A Petőfi híd átadása után (1952. november 22.) a 66-ost a híd budai hídfőjéig, az új Goldmann György téri hurokig hosszabbították, majd 1954. december 31-étől ismét a Móricz Zsigmond körtérig járt. A forradalom után 1957. január 16-án indult újra, ekkor déli végállomása ismét a híd budai hídfője lett a Goldmann György téri hurokban, a Nyúl-dombon. Majd 1958. április 21-étől ismét a körtér, de 1959. április 30-ától ismét a budai hídfő. 1966. június 12-én bevezették a 66-os vonalon a kalauz nélküli közlekedést. Utoljára 1967. augusztus 14-én módosult az útvonala, ekkor dél-budai végállomása a Lágymányosi lakótelep lett. 1971. március 7-én a szentendrei HÉV meghosszabbítási munkálatai miatt a Nagyszombat utcai végállomással együtt megszüntették, a Császárfürdőnél létesített ideiglenes végállomáson a 66-osnak már nem jutott hely.